# Zveri

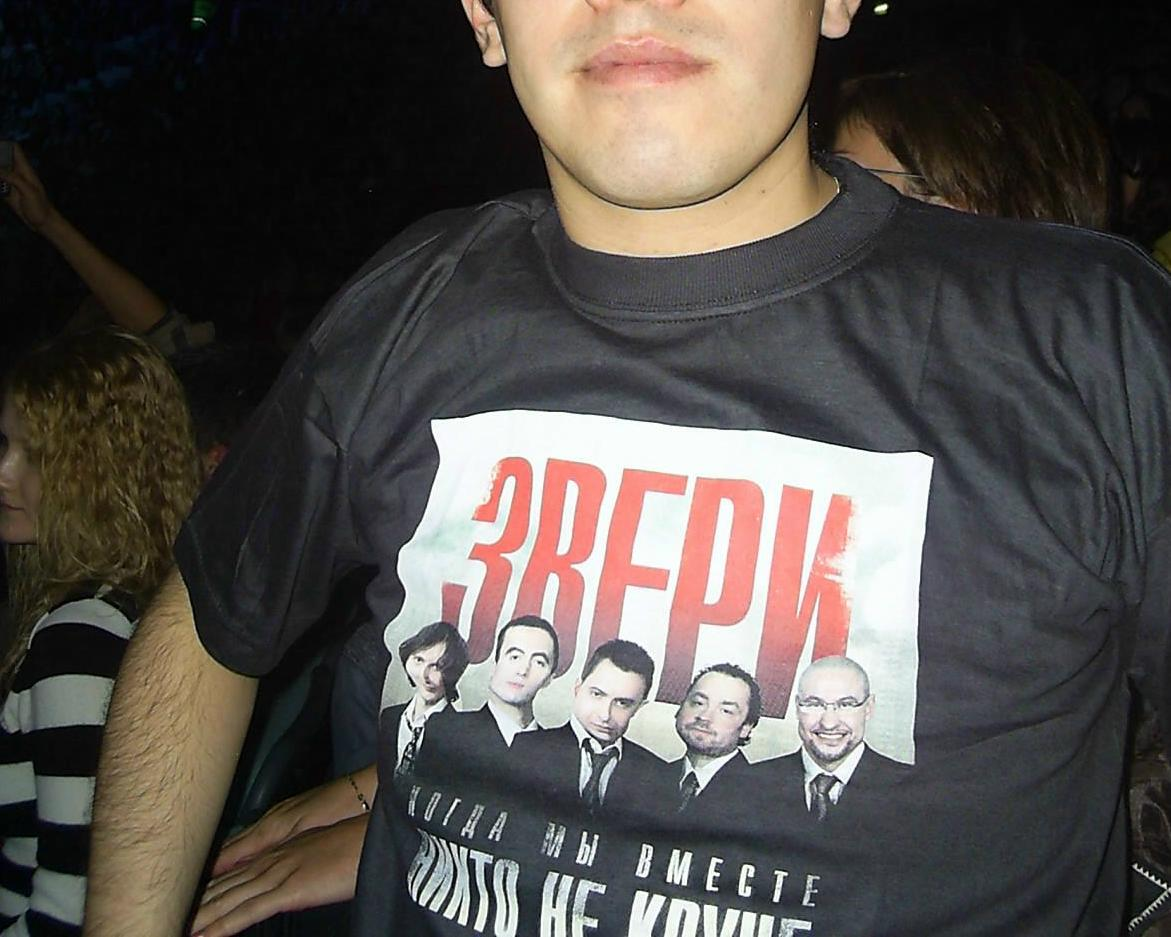
Fanático del grupo Zveri con camiseta con la imagen del grupo

Zveri (Звери en ruso, Las Bestias) es un grupo musical ruso. Su música es definida por los medios rusos como rock-pop-punk.
Este grupo ruso fue formado en el año 2002 y lanzado al mercado en el año 2003. Gozó de popularidad inmediata entre el público joven ruso. De ahí fueron también conocidos en otras ex Repúblicas Soviéticas, y en países como Israel y Alemania, en los cuales también han dado conciertos a pesar de que todas sus canciones son interpretadas exclusivamente en ruso.
Este grupo está formado por Roma Zver' (Рома Зверь), vocalista y productor de la banda y cuyo apellido ficticio dio nombre al grupo, y por los músicos Vladimir Khoruzhiy (guitarra), Kostya Labenkiy (bajo), Kiril Antonenko (teclados) y Misha Kraev (batería). 
En el año 2006 firmaron un contrato millonario con la compañía refresquera Pepsi, de quien recibieron patrocinio y en cuyos productos apareció su imagen en Rusia.

## Gira 2006 - Vcerossiyskiy tour
Durante su gira mundial en el año 2006 incluyó conciertos en las ciudades rusas de Moscú y San Petersburgo, Tel Aviv y Haifa en Israel, Minsk en Bielorrusia, Fráncfort del Meno, Berlín, Colonia y otras ciudades en Alemania.

## Discografía
- 2003 - "Голод" (Golod - Hambre)
- 2004 - "Районы Кварталы" (Rayony Kvartaly - Cuarteles Barriales)
- 2004 - "Голод-переиздание" (Golod-pereuzdanie -Hambre, Segunda Edición)
- 2004 - "Южная ночь" (Yuzhnaya noch' - Noche sureña)
- 2005 - "Миксы" (Mixes)
- 2006 - "Когда мы вместе, никто не круче" (Kogda my vmeste, nikto ne kruche - Cuando estamos juntos, nadie es más cool)
- 2006 - "Олимпийский" (Olimpiyskiy - Olímpico)
- 2008 - "Дальше" (Dal'she - Aún)
- 2011 - "Музы" (Muzi - Musas)
- 2014 - "Один на один" (Odin na odin - Uno a uno)
- 2016 - "Страха нет" (Strakha net - Sin miedo)